# 离瓣寄生
离瓣寄生（学名：Helixanthera parasitica）为桑寄生科离瓣寄生属下的一个种。种名 parasitica 意为“寄生的”。